# Чорнобривий Роман Євстахієвич
Роман Євстахієвич Чорнобривий, псевдо Остренко (1925, с. Нагірянка, або Бучач — 8 березня 1946, Бучач) — учасник Національно-визвольних змагань, бучацький районовий провідник ОУН.

## Життєпис
Під час нацистської окупації навчався в Бучацькій торговельній школі. Членом ОУН став у 1943 році. Воював у лавах УПА на Закерзонні у 1944—1945 роках, після повернення додому став районовим провідником ОУН.
Загинув у бою, потрапивши в засідку енкаведистів. Його тіло вивезли до урочища на «горі Федір» у Бучачі.